# René-Michel Roberge
René-Michel Roberge est un théologien et professeur québécois né en 1944.  Il fut le premier doyen laïque de la faculté de théologie de l'Université Laval et est également professeur émérite de cette institution.